# Rasmus (dokumentarfilm)
|  | Denne artikel er oprettet af botten Steenthbot ud fra en ekstern database. Den kan derfor have sproglige fejl eller mangler. Denne skabelon kan fjernes efter kontrol af indholdet. |

Rasmus er en dansk dokumentarfilm fra 1991 instrueret af Peter Klitgaard.

## Handling
Rasmus er et uhøjtideligt portræt af en dreng, der er fotograferet i samme position, fra han var ét år gammel til sit niende år. Og han bliver større og større... og til sidst gider han altså ikke mere. Det er faderen, Peter Klitgaard, der har filmet ham. Til alle forældre og fagfolk, der beskæftiger sig med børns udvikling.

## Medvirkende
- Rasmus Klitgaard